# Харьковский слободской казачий полк
Харьковский слободской (черкасский) казачий полк (укр. Харківський слобідський козацький полк) — слободской казачий полк, административно-территориальная и военная единица на Слобожанщине. Полковой центр — город Харьков. Полк появился между 1651 и 1659 годами. Судя по «отписке» первого харьковского воеводы Воина Селифонтова 1657 года и именной описи 1658 года, в то время полковой центр Харьков был уже довольно большим поселением. В описи числилось 578 душ мужского пола, и можно полагать, что в это время в городе было не менее 200 домов.
Дата возникновения полка не документирована. Сам полк официально вёл своё основание от 1651 года. Некоторые исследователи считают, что название «Харьковский» и дата основания в 1651 году возможны до официальной даты основания города Харькова, поскольку название «Харьков» присутствовало в топонимике до появления Харьковского полка. Так, название «Харьков» присутствует в Книге Большому Чертежу в записи 1627 года. И в историографии существует мнение, что как раз 1627 или 1626 год был годом основания Первого Харькова, а Второй Харьков основан был на пепелище Первого в 1646 году. В любом случае, данная территория к 1651 году была достаточно заселена. Также есть мнение, что центром Харьковского полка мог быть другой населённый пункт, в частности, Мерефа. Полк был окончательно сформирован в конце 1650-х при царе Алексее Михайловиче в составе Белгородского разряда. Основной и наследственный кадр полка составили переселенцы с Левобережной и Правобережной Украины, известные под именем черкас.
- В 1646 году депутация харьковских казаков, во главе со священником Онуфрием Квиткой, отправилась в Елецко-Болдиногорский монастырь Чернигова, с просьбой отрядить духовных лиц для освящения новосозидаемых храмов и фортификационных строений Второго Харькова[4].
- В 1666 году на короткое время Змиевская сотня восстаёт вместе с атаманом Сирко (бывшим Запорожским кошевым атаманом), обособляется от Харьковского полка и становится отдельным Змиевским казачьим полком.
- В 1671 году Змиевской казачий полк упраздняется, его территория снова становится частью Харьковского полка.
- В 1677 году к полку был присоединён Балаклейский слободской казачий полк.
- В 1688 году часть территории Харьковского слободского казацкого полка отошла к вновь созданному Изюмскому слободскому казацкому полку.

На то время в полку осталось 12 городов и 43 села, в частности Волчанск, Салтов, Печенеги, Золочев, Малиновка, Валки, Мерефа, Славянск, Соколов, Змиёв.
- В 1719 году Петр I мобилизовал харьковских и ахтырских казаков (наряду с казаками Гетманщины) на рытьё Староладожского канала[4].

Исторические судьбы Харьковского полка неотделимы от судеб других слободских казачьих полков. Вместе они составляли Слободское казачье войско, оно же — Слобожанщина. То было несуверенное государство, вассальное по отношению к Русскому царю, но со своим особым законодательством. Слободская (Слобожанская) юридическая система резко отличалась от русской и частично — от правовых систем других казачьих войск. В историографии не имеется общепринятой аббревиатуры Слободского казачьего войска. И поскольку аббревиатура СКВ уже занята (Сибирское казачье войско) — имеет смысл использовать сокращённое обозначение СЛКВ (по аналогии с Семиреченским казачьим войском — СМКВ).
Конец СЛКВ наступил нежданно-негаданно. 26 июля 1765 года Манифестом «Ея императорского Величества Екатерины Второй» военно-полковое устройство Слобожанщины было преобразовано в военно-гражданское, управление территорией реформировалось с учётом специфики Слобожанщины: созданные провинции территориально полностью соответствовали полкам. Была учреждена Слободская губерния, в которую вошли территории пяти бывших полков (Харьковского, Сумского, Изюмского, Ахтырского и Острогожского).

## Предпосылки
Заселение будущих полковых земель переселенцами с территории Речи Посполитой (русинами, «черкасами»), происходила на фоне непрекращающихся боевых действий на территории Поднепровской и Западной Украины, отягощенными карательными экспедициями Речи Посполитой, а также (что ещё страшнее) братоубийственной гражданской войной, с привлечением иноземных войск (крымских татар и турок).
Причины первой волны переселенцев с Правобережной Украины на территорию Царства Русского к границе с Диким полем заключается в проигрыше войсками Богдана Хмельницкого в битве под Берестечком в 1651 году. Западная часть по польско-русскому договору была снова закреплена за Речью Посполитой. Гетман Богдан Хмельницкий издает универсал, разрешающий населению переселятся на земли Московского царства.
После смерти гетмана Богдана Хмельницкого власть перешла в руки пропольски настроенного гетмана Ивана Выговского. Начался период гражданских войн (1657—1658 года) между сторонниками московского и польского курса, так называемая «Руина». Население снова начинает переходить на более спокойные русские территории.

## Структура полка

Карта слободских полков Харьковского, Сумского, Ахтырского, Изюмского и Острогожского. 1764 год.

### Полк
Во главе полкового управления стояли выборные полковник и полковая старшина. Избирались они не на ограниченное время, а пожизненно. Однако они могли быть лишены должности российским царем (позже императором), а также решением собрания старшины (что бывало очень редко в масштабах не только Слобожанщины, но и Гетманщины).
В отличие от воевод-полковников Древнерусского периода, и полковников регулярных армейских частей, полковник слободского казачьего полка представлял одновременно административную и военную власть. Полковник имел право издавать указы, за своей подписью — универсалы. Символом полковничьей власти был шестопёр (пернач, разновидность булавы шестигранной формы), полковая хоругвь, полковничья печать.
Полковая старшина (штаб) состояла из шести человек: полковой обозный, судья, есаул, хорунжий и два писаря.
- Полковой обозный — первый заместитель полковника. Заведовал артиллерией и крепостной фортификацией. В отсутствии полковника замещал его, но не имел права издавать приказы-универсалы (в отличие от наказного полковника).
  - Также существовала временная должность — наказной полковник. Он исполнял обязанности полковника при выступлении сводного казачьего отряда в поход или замещал полковника в случае невозможности исполнять им своих обязанностей.
- Судья — заведовал гражданским судом в полковой ратуше.
- Есаул — помощник полковника по военным делам.
- Хорунжий — командир «хорунжевых» казаков, охраны полковника и старшины. Заведовал полковой музыкой и отвечал за сохранность хоругви (знамени полка).
- Писари — секретари в ратуше. Один заведовал военными делами, второй — гражданскими.

### Сотни
Полк делился на сотни.

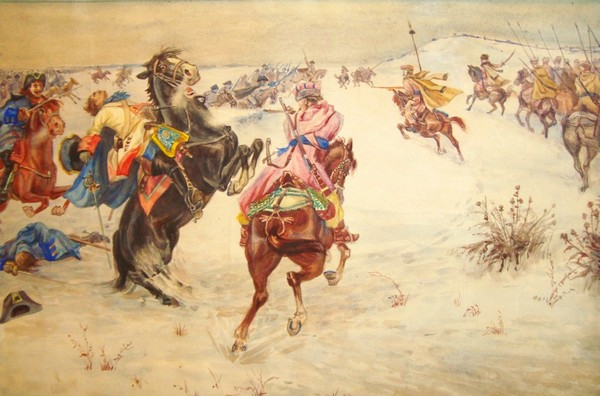
Бой казаков Харьковского полка со шведами под Веприком.

Сотня — административно-территориальная единица в составе полка. Сотня возглавлялась сотником. Он обладал широкими военными, административными, судебными и финансовыми полномочиями. Первоначально избирался казаками сотни. Позже избирался сотенной старшиной и утверждался полковниками из числа старшины.
Сотенная старшина (штаб) состояла из сотника, сотенного атамана, есаула, писаря и хорунжего. Должности по обязанностям совпадали с полковыми:
- Сотенный атаман — заместитель сотника. Воплощал в себе обязанности обозного и судьи на сотенном уровне.
- Есаул — помощник сотника по военным делам.
- Писарь — секретарь.
- Хорунжий — заведовал флагом сотни, на котором изображалась эмблема сотни, в основном христианская. Это могли быть крест, ангел, ангел-хранитель, архангел Михаил, солнце (Иисус Христос), Дева Мария, а также воинские атрибуты. С 1700-х годов знамёна становятся двухсторонними — на каждой стороне разное изображение. Также на нём обозначались полк и название сотни.

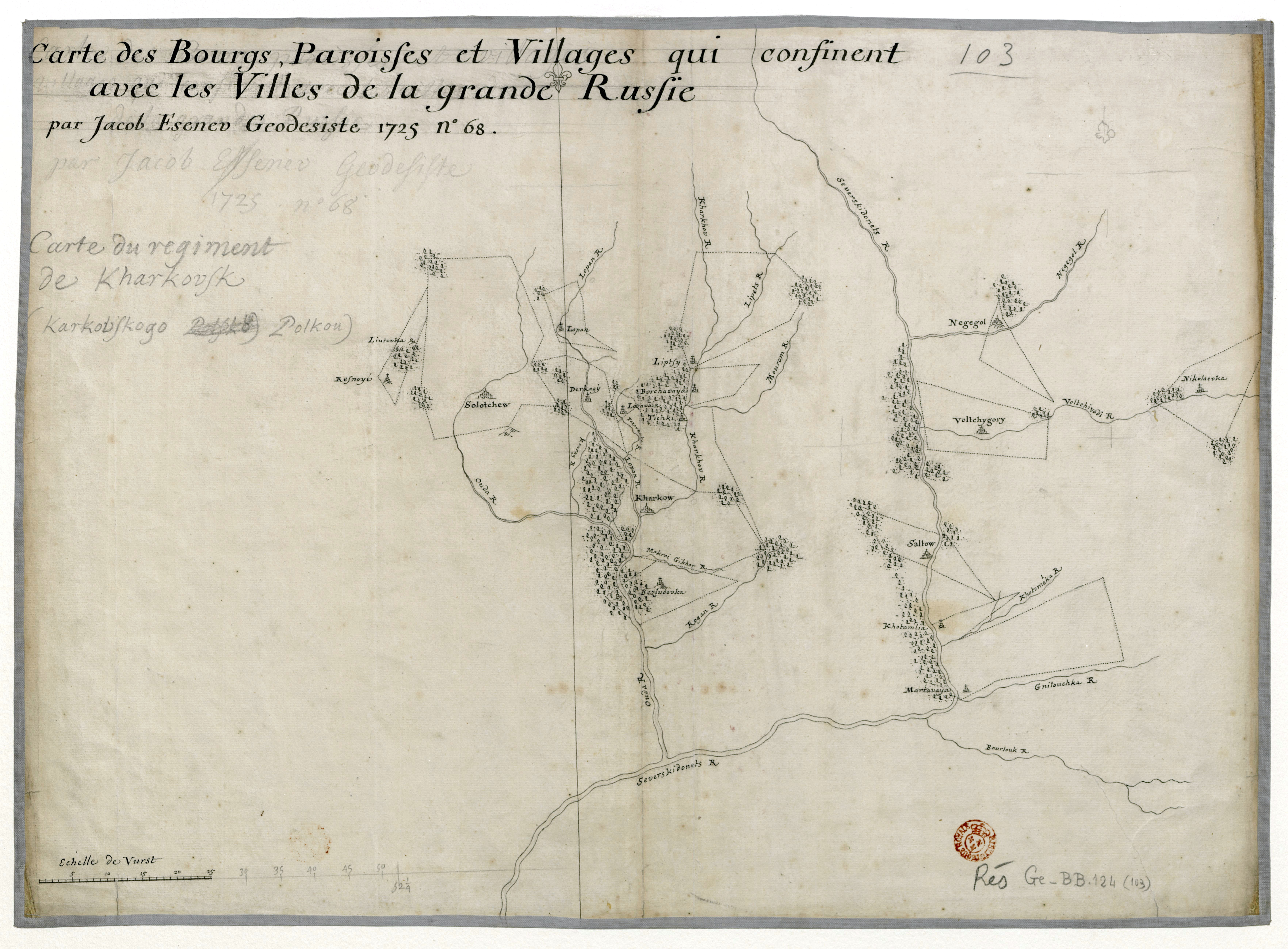
Карта земель Харьковского слободского казацкого полка, составленная в 1725 году геодезистом Яковом Есеневым

В 1732 году в состав полка входили сотни:
- 1-я Харьковская (Харьков)
- 2-я Харьковская (Харьков)
- Валковская (Валки)
- Деркачёвская (Деркачи)
- Золочевская (Золочев)
- Липецкая (Липцы)
- Люботинская (Люботин)
- Мерефянская (Мерефа)
- Ольшанская (Ольшана, или Ольшаны. Сотню также называли Олешанская, но другая Олешанская сотня была в Ахтырском полку)
- Перекопская (Перекоп)
- Пересечнянская (Пересечное)
- Салтовская (Старый Салтов)
- Соколовская (Соколов)
- Тарановская (Тарановка)
- Тишковская (Тишки Русские и Черкасские - их считали вместе)
- Угольчанская (Огульцы, также называемые Угольцы)
- Хорошевская (Хорошево, или Хорошев)
- Циркуновская (Циркуны, или Церпуны).

На этот же год у полка были 2 города (Харьков и Золочев), 11 местечек, 52 села, 6 слободок и 45 хуторов.

## Знамёна полка
Харьковский полк имел шесть знамён:
- Полковой флаг, на котором изображён российский герб под коронами с круговой надписью: «Знамя великого государя, царя и великого князя Петра Алексеевича всея Великия и Малыя и Белыя России самодержца»;
- Второй полковой флаг — крест в сиянии и над ним два ангела с трубами, которые держат венец;
- Первой сотни — на лицевой стороне изображён Николай Чудотворец, на оборотной — Григорий Чудотворец.
- Мерефянской сотни — на лицевой стороне изображён апостол Пётр, на оборотной — герб российский под коронами.
- Липецкой сотни — изображено Георгия, стоит на земле с крестом в правой руке и копьём в левой, на оборотной стороне — великомученика Дмитрия с крестом в левой руке и с копьём, поражающим змия, в правой руке.
- Дергачёвской сотни — на лицевой стороне изображен архангел с мечом, поражающим дьявола, выше Христос в сиянии и под ним цветы, а напротив архангел-звезды, на обратной стороне — ангел-хранитель с человеком в правой руке.

## Полковая старшина

### Атаманы

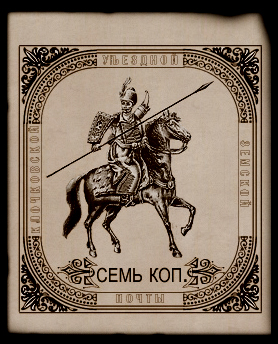
Харьковский слобожанский казак середины XVII века. Изображение с лубочной картинки XVIII века.

В ранний период существования полка руководителями харьковских казаков (харьковских черкас, харьковцев) упоминаются атаманы. Атаманы полка существовали с 1651 по 1668 год. Их обычно выбирали каждый год. Атаман руководил шестью сотнями, которые составляли из себя полк. Одни историки считают, что атаманы руководили городом Харьковом (городовой атаман, атаман городовых казаков) и окрестностями. Другие — что это заместители полковников либо исполняющие их функции, когда полковник в отлучке. Скорее всего до появления полковников, сотники окрестных сотен подчинялись харьковскому атаману как старшему, а после появления полковников стали просто городовыми атаманами (городничими), и были заместителями полковника в делах связанных непосредственно с Харьковом.
Они обладали правом писать царю (известно письмо атамана Лунько Фёдорова Алексею Михайловичу 1667 года).
Достоверно известны семь атаманов:
- Иван Каркач — также упоминается как осадчий (основатель) города Харькова (атаман в 1653 или 1654)
- Максим Тимофеев (в 1655)
- Иван Васильевич Кривошлык (в 1655 и (или) 1656) — участник восстания против полковника Фёдора Репки в 1668 году
- Иван Дмитриевич Сирко (1657) -ушёл с поста в связи с избранием в 1657 году кошевым атаманом запорожских казаков[8].
- Тимофей Лавринов (в 1659)
- Жадан Курган (в 1660)
- Лунько Фёдоров (в 1667)

### Полковники
Самые первые полковники Харьковского полка неизвестны. В 1660, 1664—1665 и 1667 годах полк возглавлял запорожский кошевой атаман Иван Дмитриевич Сирко, который поднял в 1668 году восстание и «воевал украинные города» (полк за ним не пошёл).
В Книге Белгородского столбового разряда приводится такая запись: Справка о черкаских полковниках и числе черкас в их полках 1667 или 1668 г. Белгородского полку в городах черкас: Полковники: В Острогожском — Иван Николаев сын Зинковский. В Харкове — Иван Серко. В Сумине — Герасим Кондратьев. Их полковых черкас Полковые службы — 3 665 Детей их которые в службу годятся — 2281 В городовой службе — 3975 Детей их которые в службу годятся — 1655 Всего черкас и з детьми — 18579.
В марте либо апреле 1668 года Ивана Сирко сменил верный присяге Фёдор Репка. 16 октября 1668 он был убит заговорщиками во главе с бывшим атаманом харьковского полка Кривошлыком. Полк не поддержал бунтовщиков, и в конце октября 1668 года полковником был избран харьковский сотник Григорий Ерофеевич Донец-Захаржевский, занимавший эту должность вплоть до 1690 года. При нём, в период с 1681 по 1685 год, пост наказного полковника занимал его сын — Константин Григорьевич Донец-Захаржевский.
После смерти полковника Федора Григорьевича Донец-Захаржевского возникла ситуация, когда полковая старшина, которая беспокоилась за свои вольности, просит царя ввиду малолетства сына умершего назначить полковником Фёдора Владимировича Шидловского, зятя полковника Григория Ерофеевича Донца-Захаржевского.
В 1708 году полковник Харьковского полка Ф. В. Шидловский возводит своего племянника Лаврентия Ивановича в ранг наказного полковника. После того как Фёдор Владимирович в 1710 году за грабежи в Польше был снят с полковничества и отдан под суд, полковником становится Лаврентий Иванович Шидловский. Пробыв Харьковским полковником один год (1710—1711), Лаврентий Иванович был переведён полковником в Изюмский казачий полк. На его место, в Харьков, назначают Прокопия Куликовского, представителя молдавской (валахской) свиты князя Дмитрия Кантемира.
В 1742 году в Слободском Харьковском полку проведена была подробная перепись казаков-черкасов.
Известные харьковские полковники:
- Иван Дмитриевич Сирко (1660, 1664—1665, 1667—1668)[10].
- Фёдор Репка (март 1668—16 октября 1668).
- Григорий Ерофеевич Донец (октябрь 1668—1690).
  - Константин Григорьевич Донец-Захаржевский (1681—1685) наказной полковник.
- Иван Григорьевич Донец-Захаржевский (1690—1691).
- Фёдор Григорьевич Донец-Захаржевский (1691—28 августа 1706).
- Фёдор Владимирович Шидловский (1706—1710).
  - Лаврентий Иванович Шидловский (1708—1710) наказной полковник.
- Лаврентий Иванович Шидловский (1710—1711).
- Прокопий Васильевич Куликовский (начало 1712—1714).
  - Семён Афанасиевич Квитка (1713) наказной полковник, полковой судья Харьковского полка[11].
- Григорий Семёнович Квитка (1714—1734).
- Степан Иванович Тевяшов (1734—1757).
  - Иван Григорьевич Квитка (1735) наказной полковник (при С. И. Тевяшове), на время похода против турок. Находился в постоянной должности Харьковского обозного. Позже Изюмский полковник.
- Матвей Прокопьевич Куликовский (1757—1765).

### Семейственность старшины
В современной украинской исторической литературе считается, что слободские полки были вольными, и полковников избирали свободно. Фактически это не так. Должность полковника всегда пытались передать по наследству либо ближайшему родственнику. Начиная с 1668 года невозможно было стать полковником харьковского полка, не имея близкого родственника — казацкого полковника же. Полковники держались за власть и богатство, распоряжались большими денежными средствами (десятки тысяч рублей), собранными с населения на содержание полка и государственными, выделенными на строительство и оружие, присваивали себе огромные общественные территории, имели собственные сёла и «владельческих подданных» — так, оба Куликовских завладели значительной частью Нагорного района Харькова. Из этого правила за 97 лет было лишь одно исключение — первый полковник из рода Куликовских — Прокофий, который до 1711 года вообще не жил на территории Российской Империи и не мог быть родственником.
- Харьковский наказной полковник Константин Григорьевич Донец-Захаржевский — сын действующего харьковского полного полковника Григория Донца.
- Харьковский полковник Иван Григорьевич Донец-Захаржевский — другой сын Григория Донца.
- Харьковский полковник Фёдор Григорьевич Донец-Захаржевский — третий сын Григория Донца.
- Харьковский полковник Фёдор Владимирович Шидловский — зять Григория Донца.
- Харьковский полковник Лаврентий Иванович Шидловский — племянник харьковского полковника Фёдора Шидловского. На нём наследственная «династия» Донцов-Шидловских закончилась — Пётр Первый отстранил его от должности и отправил в отставку по обвинению в служебных преступлениях. Полковником был избран Прокопий Васильевич Куликовский.
- Григорий Семёнович Квитка (1714—1734) — внук полковника Гадяцкого полка Афанасия Квитки, сын харьковского полкового судьи Семёна Афанасьевича Квитки.
- Иван Григорьевич Квитка (1735) наказной полковник (при С. И. Тевяшове), сын Григория Семёновича Квитки.
- Степан Иванович Тевяшов (1734—1757) — сын полковника Острогожского полка Ивана Ивановича Тевяшова.
- Матвей Прокопьевич Куликовский (1757—1765) — сын харьковского полковника Прокофия Куликовского.

- Михаил Матвеевич Куликовский (1812—1813) — сын харьковского полковника Матвея Куликовского.

### Полковые должности
Функции и военной, и административной гражданской власти на территории полка совмещали также подчинявшиеся полковнику полковые сотники, судья, обозный, есаул, хорунжий, полковые писари, которых тоже выбирали (иногда навечно).

## Преобразование полка в регулярный

Полковой город Харьков в начале XVIII века. Открытка 1910 года.

В 1763 году, в начале нового царствования, Императрица Всероссийская Екатерина II поручила майору лейб-гвардии Измайловского полка Евдокиму Щербинину возглавить «Комиссию о Слободских полках» с целью изучения причин «неблагополучия» на этих землях для их устранения.
В Харьков Комиссия прибыла по Высочайшему повелению из столицы. Она, в частности, расследовала многочисленные жалобы населения на злоупотребления полковой старшины слобожанских полков (поскольку территория была «полувольная», полковники и сотники действительно себе весьма много позволяли). Были выявлены факты захвата старшиной общественных и полковых земель, крупное казнокрадство (государственных денег), присваивание денег общественных, продажа воинских и выборных должностей за деньги, нарушение делопроизводства, вымогательство, физические расправы и другие факты. Согласно докладу Комиссии Екатерина Вторая уверяется, что на Слобожанщине нет гражданской власти, и принимает решение о введении гражданского административного управления путём создания губернии (при сохранении основанной на полках структуры территории). Также в результате успешных русско-турецких войн граница значительно отодвинулась к югу от Слобожанщины, появилась новая защита от крымских татар — Славяносербия со своими полками, и военное значение территории как барьера от татарских набегов уменьшилось. И поэтому также во вновь создаваемой губернии было введено гражданское управление.
Итогом стал манифест Екатерины ІІ от 28 июля 1765 года «Об учреждении в Слободских полках приличного гражданского устройства и о пребывании канцелярии губернской и провинциальной», согласно которому основывалась Слободско-Украинская губерния с пятью провинциями на месте полков и административным центром в Харькове. Евдоким Щербинин стал губернатором новой губернии.
Согласно тому же манифесту принимается решение о преобразовании слободских полков в регулярные гусарские.
До того полки содержались «на местах», населением. Служившие до 1765 года в полку зачастую на свои деньги покупал лошадь и обмундирование (кроме оружия). С 1765 года полки стала содержать власть, а не местное население. Также вместо постоянных поборов старшины с местных жителей — на лошадей, амуницию, вооружение, фураж, провиант, жалование казакам и старшине, изъятие местных лошадей и волов для перевозок, и т. п. — был введён единый налог «с души», проживающей на Слобожанщине, имевший 4 градации и поступавший в казну. Самый большой налог был с привилегированных государственных войсковых обывателей (так переименовали казаков, их помощников и подпомощников), которые имели право гнать и продавать в разрешённых селениях «вино» — 90-95 копеек в год. С непривилегированных войсковых, которые вино не имели права гнать, — 80-85 копеек годовых с души. С цыган и инородцев — 70 копеек. С «владельческих подданных черкас» — 60 копеек. Дворяне, духовенство и женщины налогов не платили.
Также т. н. «казачьи подпомощники» были освобождены от батрацких работ у казаков, атаманов, есаулов, сотников и прочих лиц. Отныне вся администрация полков поступала на довольствие государства (на казённое жалование и казённый харч). Все «подпомощники», которых было очень много, ликвидировались как сословие и переводились в войсковых обывателей, как и казаки, которых было мало — что нивелировало превосходство казаков и им не нравилось.
Сохранялись льготы (не все), дарованные слобожанам Петром Первым. Самое главное — в войсковых селениях, слободах, местечках, городах (кроме нескольких) разрешалось винокурение. Также приблизительно двум третям населения губернии была разрешена соледобыча, за которой ездили на Тор. «Непривилегированные» вынуждены были покупать казённое вино либо у «привилегированных», а также казённую соль, на которую была государственная монополия. Также привилегированным разрешались другие промыслы (изготовление на продажу различных вещей, продажа продуктов и пр.) — без уплаты налогов.
Войсковые обыватели и мещане (кроме владельческих подданных и крепостных крестьян) по жребию (от которого теперь некоторые увиливали) служили в территориальных гусарских полках постоянного состава. Полковой состав в мирное время был установлен маленький — 1000 человек на полк, но зачастую превышался, иногда значительно. Остальные войсковые обыватели призывного возраста, не прошедшие по жребию, периодически проходили учебные сборы. При начале войны полки расширялись по штату военного времени, и в её продолжении по мере надобности получали из мирной губернии в зону боевых действий пополнения из прошедших подготовку в составе маршевых эскадронов.
Казачьи воинские звания были заменены на общевойсковые кавалерийские. Полковая старшина получала русское дворянство (высшая — потомственное, низшая — личное) и все дворянские права. Полковые и сотенные формы гражданского управления были формально упразднены. Но на деле полковники и сотники имели власть на своих территориях не только военную; она была окончательно упразднена в 1780 году при реорганизации провинций и комиссарств в уезды.
Территории полковых сотен объединялись в комиссарства — при сохранении самих сотен. В центрах комиссарств были организованы: комиссарское правление, комиссарская канцелярия, местный суд. Комиссарства объединялись в провинции, которые территориально точно соответствовали полкам. Все провинции составили губернию.
В связи с преобразованием слободского казачества в «войсковых обывателей» в 1765 году территориальный Харьковский полк был реорганизован в регулярный Харьковский гусарский полк Императорской армии, существовавший с некоторыми изменениями до 1918 года (гусарским он оставался до 1784 г., затем относился к другим видам кавалерии), а его территория в 1765 году стала основой созданной Слободско-Украинской губернии, территориально являясь её центральной Харьковской провинцией. Большинство служивших в полку так и осталось в нём служить.

### Перевод старшинских должностей в табель о рангах (1765)

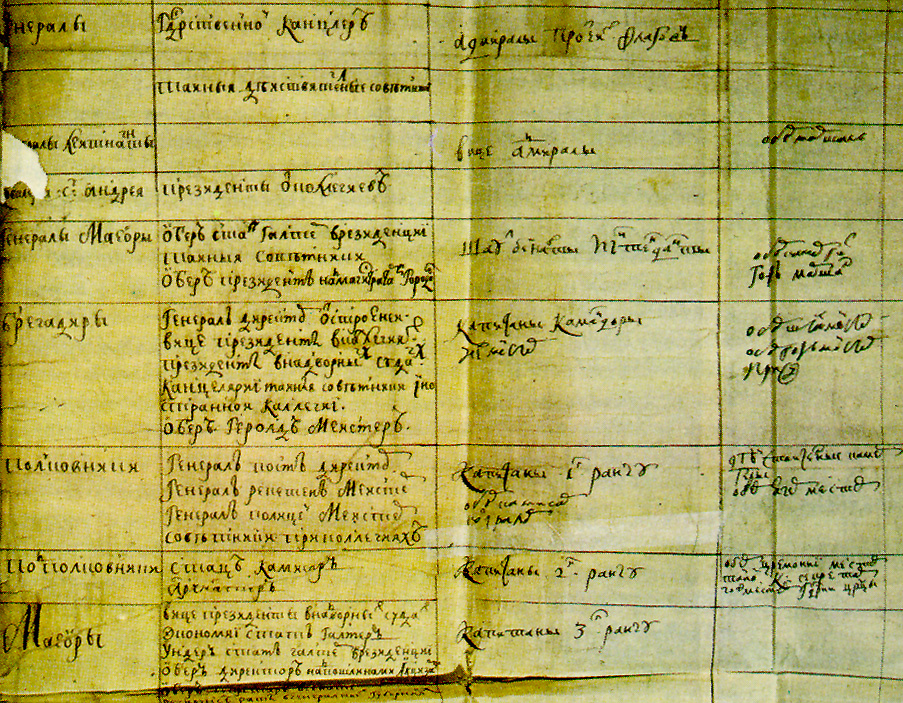
Табель о рангах

В связи с переформированием Харьковского слободского казачьего полка в регулярный гусарский полк, казацкой старшине было предложено вступить на службу в формируемый полк или получить абшит (отставку). Так как армейские чины присваивались на одну-две ступени ниже, а также из-за того, что разница во власти казачьего старшины и армейского офицера не была равноценна, многие представители старшины вышли в отставку. Средний же и рядовой казачий состав, составили основу вновь формируемого полка.
Все вышедшие в отставку и продолжившие служить получили чины (военные и гражданские) согласно Табели о рангах.
| Должность (казачья старшина) | Военный чин            | Гражданский чин         | Класс                |
| ---------------------------- | ---------------------- | ----------------------- | -------------------- |
| Полковник                    | Подполковник           | Надворный советник      | VII                  |
| Обозный                      | Премьер-майор          | Коллежский асессор      | VIII                 |
| Судья                        | Секунд-майор           | Коллежский асессор      | VIII                 |
| Есаул                        | Ротмистр               | Титулярный советник     | IX                   |
| Хорунжий                     | Поручик                | Губернский секретарь    | XII                  |
| Сотник                       | Поручик                | Губернский секретарь    | XII                  |
| Старший полковой писарь      | —                      | Губернский секретарь    | XII                  |
| Младший полковой писарь      | —                      | Кабинетский регистратор | XIII                 |
| Сотенный хорунжий            | Вахмистр               | —                       | ниже табели о рангах |
| Остальные                    | Унтер-офицеры, капралы | —                       | ниже табели о рангах |

Если же представитель старшины не был участником походов, то он получал чин на ступень ниже установленной. К примеру: Полковой обозный при переводе на общеимперскую систему получал чин премьер-майора, но если он не был участником походов, то мог рассчитывать лишь на чин секунд-майора.

## Преемники
Так как полк носил дуалистический характер (военный и территориальный), то его правопреемниками можно назвать и административную единицу Российской империи Харьковская провинция, и воинское формирование Харьковский гусарский полк.
После упразднения Харьковского слободского казачьего полка как территориальной единицы и реформирования его как военной единицы в регулярный полк в 1765 году его территория, как и территория других четырёх слободских казачьих полков, была объединена в Слободско-Украинскую губернию.
Из личного состава казачьего полка был набран личный состав для Харьковского гусарского полка. После всех преобразований на 1917 год полк-правопреемник назывался 4-й уланский харьковский полк. Был распущен в 1918 году. На полковых регалиях и памятных наградных знаках харьковские уланы ставили год основания «1651».

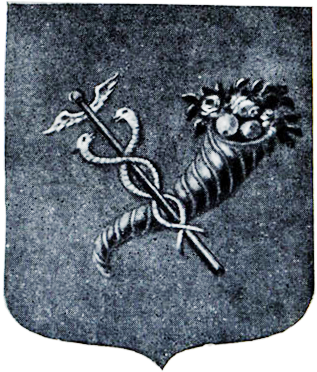
Герб Харьковского регулярного полка из Гербовника Щербатова (1775).
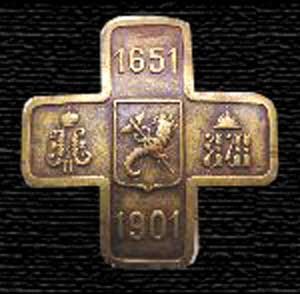
Поздняя эмблема Харьковского полка на знаке к его 250-летию.
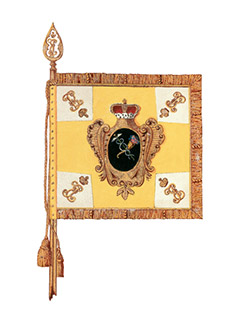
Знамя Харьковского гусарского полка 1786 года.
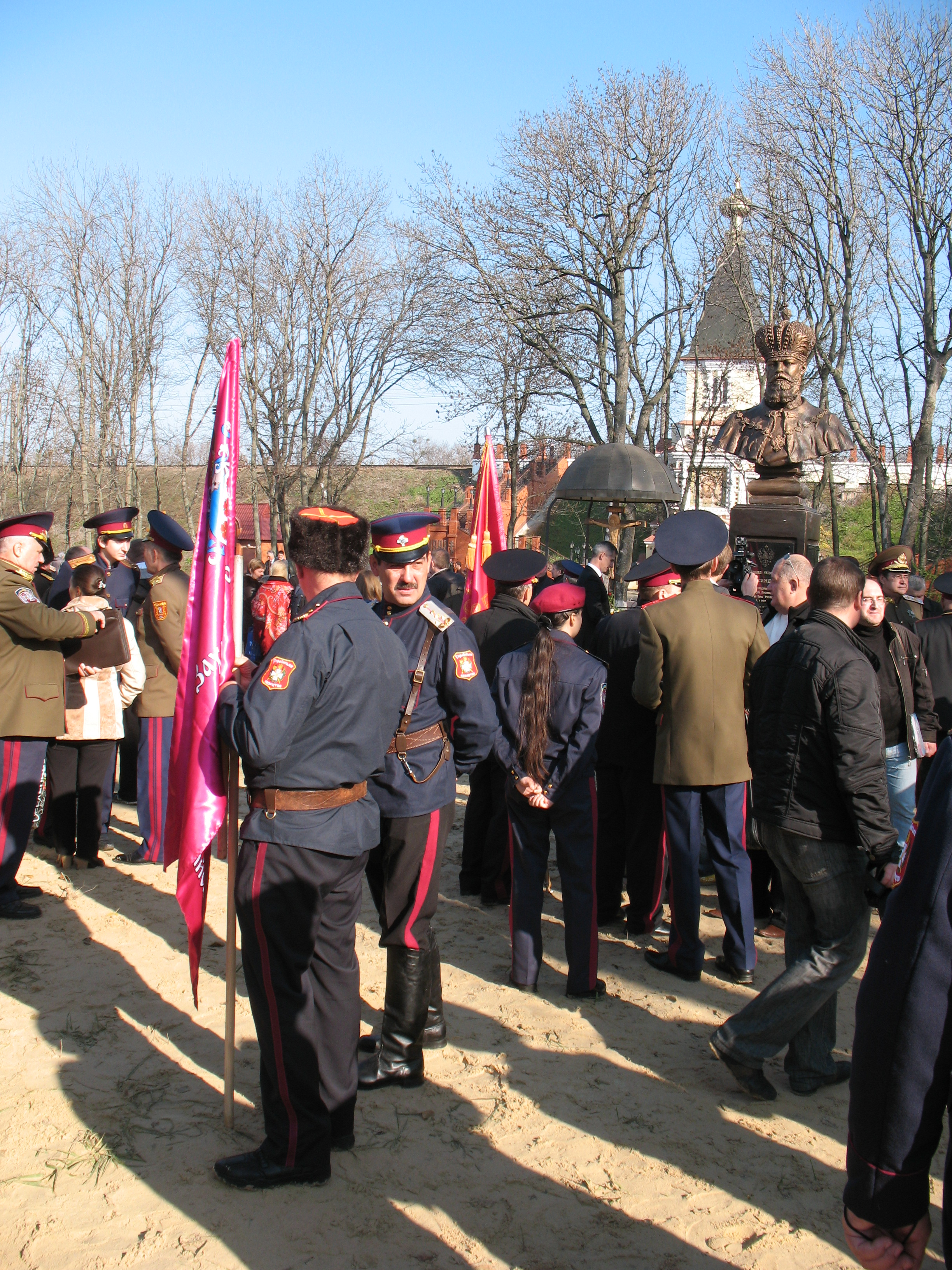
Казаки и знамя современного Харьковского полка в Борках (2013).